# Johann Georg Scherz

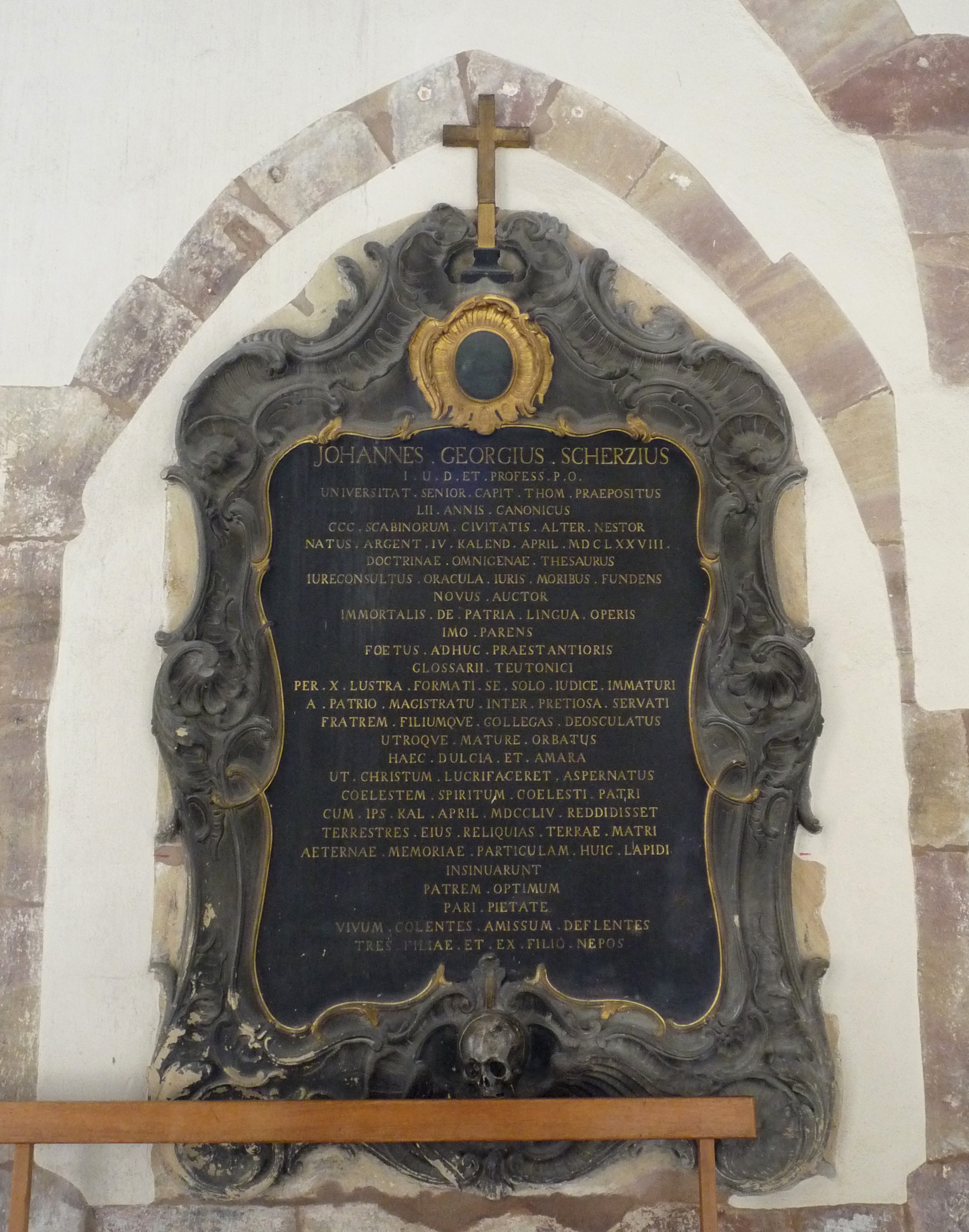
Epitaph in der Straßburger Thomaskirche

Johann Georg Scherz (auch Jean-Georges Scherz oder Johannes Georgius Scherzius; * 29. März 1678 in Straßburg; † 1. April 1754 ebenda) war ein deutscher Rechtswissenschaftler, Germanist und Hochschullehrer.

## Leben
Scherz studierte zunächst bis 1698 an der Universität Straßburg. Anschließend ging er an die Universitäten Halle und Rostock, bevor er 1702 zum Doktor promovierte. Er erhielt eine Professur für Moralphilosophie, dann 1711 einen Lehrstuhl der Rechtswissenschaft, den er bis zu seinem Lebensende innehatte. Im Jahr 1730, im Alter von 52 Jahren, wurde er zudem Kanoniker an der Thomaskirche in Straßburg. Später wurde er Dekan und Propst des Stiftes.
Scherz befasste sich neben der Philosophie, der Geschichtswissenschaft und der Rechtswissenschaft auch mit der deutschen Sprache. Sein Verdienst liegt insbesondere in der Bestimmung der Wortherkunft altdeutscher Begriffe. Sein Glossarium Germanicum medii aevi wurde durch Jeremias Jakob Oberlin postum herausgegeben.

## Publikationen (Auswahl)
- Dissertatio Philologica De Lotionibus Et Balneis Graecorum. Spoor, Straßburg 1695. (Digitalisat)
- Dissertatio academica qua opificum conditio contra Aristotelem defenditur. (Resp. Johannes Freiderich Reuber) Pastor, Straßburg 1709. (Digitalisat)
- Dissertatio iuridica de pacto medici cum aegroto pro salute. (Resp. Johannes Franziscus Winter) Pastor, Straßburg 1718. (Digitalisat)
- Paroemiae iuris Germanicae. (Resp. Philipp Jacob Diebold) Heitz, Straßburg 1722. (Digitalisat)
- Thesaurus Antiquitatum Teutonicarum, Ecclesiasticarum, Civilium, Litterariarum, 3 Bände, Bartholomäus, Ulm 1727/1728. (Digitalisat Band 1), (Band 2), (Band 3)
- Dissertatio Inauguralis Iuridica De Solutione Particulari. (Resp. Johann Georg Scherz) Pauschinger, Straßburg 1735. (Digitalisat)
- Dissertatio Juris Publici De Jvre Belli In Imperio Rom. Germanico. (Resp. Wolfgang Christoph Wenzel) Trog, Leipzig 1736. (Digitalisat)
- Dissertatio iuridica diversarum quaestionum iuris resolutionem sistens (Resp. Franciscus Christophorus Klinglin) Straßburg 1736. (Digitalisat)
- Io. Georgii Scherzii, ICti Et In Academia Argentoratensi Antecessoris Dissertatio De Dotalitio, vom Leibgeding. Cröcker, Jena 1739. (Digitalisat)
- Johannis Georgii Scherzii, Glossarium germanicum medii aevi potissimum dialecti suevicae, edidit, illustravit, supplevit Jeremias Jacobus Oberlinus, 2 Bände, Straßburg 1781–1784. (Band 1), (Band 2)